# بلوفو، روسیه
شهر بلوفو، روسیه (به روسی: Белово) در کشور روسیه و در اوبلاست کمروو واقع شده‌است.